# Mysidia distanti
Mysidia distanti är en insektsart som beskrevs av Broomfield 1985. Mysidia distanti ingår i släktet Mysidia och familjen Derbidae. Inga underarter finns listade i Catalogue of Life.